# سنجر احمدی
سنجر احمدی (انگلیسی: Sandjar Ahmadi؛ زادهٔ ۱۰ فوریهٔ ۱۹۹۲) بازیکن فوتبال اهل افغانستان است.
از باشگاه‌هایی که در آن بازی کرده‌است می‌توان به تیم بمبئی اشاره کرد.
وی همچنین در تیم ملی فوتبال افغانستان بازی کرده‌است.

## گل‌های ملی
گل‌های به ثمر رسانده برای تیم ملی افغانستان.
| #  | تاریخ           | محل برگزاری                             | حریف     | گل  | نتیجه | مسابقه                                |
| -- | --------------- | --------------------------------------- | -------- | --- | ----- | ------------------------------------- |
| ۱. | ۵ دسامبر ۲۰۱۱   | ورزشگاه جواهر لعل نهرو (دهلی), دهلی نو  | سری‌لانکا | ۱–۱ | ۳–۱   | مسابقات قهرمانی فوتبال جنوب آسیا ۲۰۱۱ |
| ۲. | ۵ دسامبر ۲۰۱۱   | ورزشگاه جواهر لعل نهرو (دهلی), دهلی نو  | سری‌لانکا | ۲–۱ | ۳–۱   | مسابقات قهرمانی فوتبال جنوب آسیا ۲۰۱۱ |
| ۳. | ۶ مارس ۲۰۱۳     | New Laos National Stadium, وینتیان      | لائوس    | 1–1 | 1–1   | 2014 AFC Challenge Cup qualification  |
| ۴. | ۲۰ اوت ۲۰۱۳     | ورزشکاه فدراسیون فوتبال افغانستان، کابل | پاکستان  | ۱–۰ | ۳–۰   | بازی دوستانه                          |
| ۵. | ۸ سپتامبر ۲۰۱۳  | ورزشگاه داسارات رانگاسالا، کاتماندو     | نپال     | ۱–۰ | ۱–۰   | مسابقات قهرمانی فوتبال جنوب آسیا ۲۰۱۳ |
| ۶. | ۱۱ سپتامبر ۲۰۱۳ | ورزشگاه داسارات رانگاسالا، کاتماندو     | هند      | ۲–۰ | ۲–۰   | مسابقات قهرمانی فوتبال جنوب آسیا ۲۰۱۳ |